# Нестерова, Галина Тимофеевна
Галина Тимофеевна Нестерова (род. 21 ноября 1945, Курган) — депутат Верховного Совета СССР 8-го созыва и 9-го созыва.

## Биография
Галина Тимофеевна Моисеева родилась 21 ноября 1945 года в городе Кургане Курганской области.
В 1962 году окончила 9 классов и поступила работать учеником слесаря-электромонтажника на Курганский завод колёсных тягачей. Одновременно училась в школе рабочей молодёжи № 21 города Кургана, которую окончила в 1964 году. В 1967 году окончила вечернее отделение Курганского машиностроительного техникума по специальности «Техник-технолог сварочного производства».
Нестерова в совершенстве овладела профессией слесаря-электромонтажника, выполняла работу на всех операциях по сборке, монтажу и регулировке электрооборудования. Она была одним из организаторов комсомольско-молодёжной бригады, которая участвовала в освоении первых колёсных тягачей. Сменные задания выполняла на 140—150 процентов, сдавала продукцию с первого предъявления.
Вела большую общественную работу. Она избиралась секретарём цеховой комсомольской организации, членом Курганского обкома ВЛКСМ и членом ЦК ВЛКСМ.
14 июня 1970 года избрана депутатом Верховного Совета СССР 8-го созыва  по Курганскому избирательному округу № 216.
16 июня 1974 года избрана депутатом Верховного Совета СССР 9-го созыва  по Курганскому избирательному округу № 216.
При её активной позиции было принято решение о строительстве очистных сооружений для Кетовского завода плавленых сыров, открыта водная станция в Кургане, введена в строй первая очередь объектов Курганского профессионально-технического училища № 2.
Галина Тимофеевна Нестерова замужем, живёт в городе Кургане. 

## Награды и звания
- Орден «Знак Почёта»
- Медаль «За доблестный труд. В ознаменование 100-летия со дня рождения Владимира Ильича Ленина»
- Почётный знак ВЛКСМ
- Ударник коммунистического труда, 1964 год

## Семья
На заводе вместе с Галиной Тимофеевной работали муж, брат и сестра, другие родственники.